# 勾陳增七
小熊座θ，又名BD+77 592，HD 139669、SAO 8274、HR 5826，是小熊座的一颗恒星，视星等为4.96，位于銀經112.85，銀緯36.46，其B1900.0坐标为赤經15h 34m 22.4s，赤緯+77° 36.46′ 57″。